# سيرو سومطري
السيرو السومطري أو السيرو الجنوبي أو الساروية السومطرية (الاسم العلمي: Capricornis sumatraensis) حيوان ثديي وهو أحد أنواع السيرو الستة. متوطن في الغابات الجبلية في شبه جزيرة ملايو وجزيرة سومطرة الإندونيسية.